# Kevin Harbottle
Kevin Andrew Harbottle Carrasco (Antofagasta, 8 juni 1990) is een Chileens voetballer die bij voorkeur als aanvaller speelt. Hij verruilde in juli 2015 San Marcos voor Unión Española.

## Clubcarrière
Harbottle maakte zijn professionele debuut op 6 juni 2008 voor Antofagasta waar hij al vanaf de jeugd speelde. Zijn eerste goal als een prof maakte hij eenentwintig dagen na zijn debuut in een wedstrijd tegen Cobreloa. Na slechts enkele keren te hebben gespeeld voor Antofagasta nam in 2009 het Argentijnse Argentinos Juniors hem over. Vrijwel direct werd hij uitgeleend aan O'Higgins en later ook aan Unión Española. Ondanks dat Harbottle enkele beslissende doelpunten voor Española maakte besloot de club hem niet definitief over te nemen van Argentinos Juniors.
In juni 2011 tekende tekende Harbottle voor Universidad Católica. Hij hielp Católica met het winnen van de Copa Chile in 2011. Op 17 januari 2013 tekende hij voor het Amerikaanse Colorado Rapids. Hij maakte zijn debuut voor Colorado op 2 maart 2013 in een met 1-0 verloren wedstrijd tegen FC Dallas. Hij startte die wedstrijd in de basis en werd na 62 minuten gewisseld voor Tony Cascio. Op 31 juli 2013, na slechts vier wedstrijden bij de club, werd Harbottle van zijn contract bij Colorado Rapids ontbonden. Vervolgens tekende hij weer bij Antofagasta uit Chili waar hij op 25 augustus 2013 zijn debuut maakte. Na vierentwintig competitiewedstrijden en twee doelpunten maakte Harbottle de overstap naar het eveneens Chileense San Marcos. Bij San Marcos maakte hij in zesendertig wedstrijden acht doelpunten. Op 1 juli 2015 tekende hij bij Unión Española.

## Interlandcarrière
Harbottle maakte enkele wedstrijden deel uit van het Chileens voetbalelftal onder 20. Verder maakte hij in 2010 in een vriendschappelijke interland tegen Trinidad en Tobago zijn debuut voor het Chileense nationale team.
| Interlands van Kevin Harbottle       | Interlands van Kevin Harbottle       | Interlands van Kevin Harbottle       | Interlands van Kevin Harbottle       | Interlands van Kevin Harbottle       | Interlands van Kevin Harbottle       | Interlands van Kevin Harbottle       |
| №                                    | Datum                                | Wedstrijd                            | Uitslag                              | Soort wedstrijd                      | Doelpunten                           | Assists                              |
| Als speler bij AA Argentinos Juniors | Als speler bij AA Argentinos Juniors | Als speler bij AA Argentinos Juniors | Als speler bij AA Argentinos Juniors | Als speler bij AA Argentinos Juniors | Als speler bij AA Argentinos Juniors | Als speler bij AA Argentinos Juniors |
| ------------------------------------ | ------------------------------------ | ------------------------------------ | ------------------------------------ | ------------------------------------ | ------------------------------------ | ------------------------------------ |
| 1.                                   | 5 mei 2010                           | Chili – Trinidad en Tobago           | 2 – 0                                | Vriendschappelijk                    | 0                                    | 0                                    |

Bijgewerkt t/m 30 juli 2013